# Christophe Sleurs
Christophe Sleurs (né le 25 juin 1990 à Lommel dans la province de Limbourg) est un coureur cycliste belge.

## Biographie
Christophe Sleurs naît le 25 juin 1990 à Lommel en Belgique.
Membre de Terra Footwear-Bicycle Line en 2010, il passe dans l'équipe VL Technics-Abutriek de 2011 à 2013, avant d'être recruté par 3M à partir de la saison 2014.

## Palmarès
- 2012[1]
  - Champion du Limbourg du contre-la-montre
  - Champion du Limbourg du contre-la-montre espoirs
- 2013
  - Champion du Limbourg du contre-la-montre
  - 2e du championnat de Belgique du contre-la-montre élites sans contrat
- 2014
  - Champion du Limbourg du contre-la-montre
- 2015
  - Champion du Limbourg sur route

## Classements mondiaux
| Année           | 2014  |
| --------------- | ----- |
| UCI Europe Tour | 1057e |